# Duy Tân
Emperador Duy Tân (traducción lit. "renovación"; 19 de septiembre de 1900 – 26 de diciembre de 1945), nacido como Nguyễn Phúc Vĩnh San, fue un niño emperador de la Dinastía Nguyễn, que reinó durante 9 años entre 1907 y 1916.

## Vida

### Primeros años
Duy Tân (en aquel tiempo, conocido por su nombre de nacimiento, Prince Nguyễn Phúc Vĩnh San) era el hijo del emperador Thành Thái. Por su oposición al régimen francés  y su comportamiento erráticos (de lo que se especula por algunos fue fingido como una manera de mostrar su oposición a los franceses) Thành Thái fue declarado demente y se exilió en Vũng Tàu en 1907. Las autoridades francesas decidieron pasar al trono a Nguyễn Phúc Vĩnh San, a pesar de que para entonces tenía solo siete años. Los franceses creían que alguien tan joven podría ser fácilmente influenciable y controlable, y de esta manera, hacerlo crecer con una visión pro francesa.